# Іджініо Страффі
Іджініо Страффі (іноді Іджиніо, італ. Iginio Straffi; нар. 30 травня 1965 року) — італійський художник-мультиплікатор, режисер, автор коміксів. Генеральний директор та засновник компанії Rainbow S.p.A. — італійської анімаційної студії. Автор ідеї, сценарист і режисер популярного мультсеріалу «Клуб Вінкс», а також власник супутньої медіафраншизи.

## Біографія
Іджініо почав свою кар'єру в Італії як дизайнер у різних журналах та видавництвах. Спочатку він був одним із дизайнерів коміксу «Нік Райдер», що видається Серджіо Бонеллі.
Потім Страффі присвятив себе анімації: у Франції та Люксембурзі він працював над кількома мультиплікаційними проєктами. Повернувшись до Італії, він вирішив втілити свій досвід та заснував компанію Rainbow з метою створення мультимедійної продукції для дітей.
Крім «Клубу Вінкс», Страффі керував й іншими анімаційними проєктами, що мали успіх у 2000-х роках: «Томмі та Оскар» (Tommy & Oscar), «Петрушка» (Prezzemolo), «Алергія на монстрів» (Monster Allergy), «Хантік: Шукачі секретів» (Huntik: Secrets & Seekers). Страффі, спільно із Сільвією Брена, також є автором серії книг «Мая Фокс», за мотивами якої в Італії вийшов однойменний щомісячний журнал.

## Творчий доробок
| Рік       | Назва                                        | Оригінальна назва                       | Сценарист    | Продюсер     | Режисер      | Примітки                   |
| --------- | -------------------------------------------- | --------------------------------------- | ------------ | ------------ | ------------ | -------------------------- |
| 2024      |                                              | Cinquanta km all'ora                    |              | Так          |              | фільм                      |
| 2022      | Моє ім'я — Вендета                           | Il mio nome è vendetta                  |              | Так          |              | фільм                      |
| 2022      |                                              | Me Contro Te — La Famiglia Reale        |              | Так          |              | телесеріал                 |
| 2022      |                                              | Il pataffio                             |              | Так          |              | фільм                      |
| 2021-2022 | Доля: Сага Вінкс                             | Fate: The Winx Saga                     | 13 епізодів  |              |              | мультсеріал                |
| 2021      |                                              | Pinocchio and Friends                   |              | Так          | Так          | мінімультсеріал            |
| 2021      |                                              | Summer & Todd — L'allegra fattoria      |              |              | Так          | мультсеріал                |
| 2021      | Класична історія горрору                     | A Classic Horror Story                  |              | Так          |              | фільм                      |
| 2019-2021 |                                              | Club 57                                 | 61 епізод    | 61 епізод    |              | телесеріал                 |
| 2020      | 44 коти                                      | 44 Gatti                                | 3 епізоди    |              | 3 епізоди    | мультсеріал                |
| 2019      | Кіт Леопольд                                 | Il gatto Leopoldo                       |              |              | Так          | мультфільм                 |
| 2004-2019 | Клуб Вінкс: Школа чарівниць                  | Winx Club                               | 208 епізодів | 208 епізодів | 208 епізодів | мультсеріал                |
| 2018      |                                              | Crazy Block                             | Так          | Так          | Так          | короткометражний телефільм |
| 2016-2017 |                                              | Maggie & Bianca: Fashion Friends        | 78 епізодів  | 78 епізодів  |              | телесеріал                 |
| 2016-2017 | Світ Вінкс                                   | World of Winx                           | 26 епізодів  | 26 епізодів  | 26 епізодів  | мультсеріал                |
| 2016      |                                              | Regal Academy                           | 1 епізод     |              | 1 епізод     | мультсеріал                |
| 2012-2015 | Міа та я                                     | Mia and Me                              |              | 28 епізодів  |              | телесеріал                 |
| 2014      | Клуб Вінкс: Таємниця морської безодні        | Winx Club: Il mistero degli abissi      | Так          | Так          | Так          | телефільм                  |
| 2012      | Гладіатори Риму                              | Gladiatori di Roma                      | Так          | Так          | Так          | мультфільм                 |
| 2009-2012 | Хантік: Шукачі секретів                      | Huntik: Secrets and Seekers             | 52 епізоди   | 52 епізоди   | 52 епізоди   | мультсеріал                |
| 2011      |                                              | The Dark Side of the Sun                |              | Так          |              | мультфільм                 |
| 2011      | Чарівні Поппіксі                             | Pop Pixie                               | 52 епізоди   |              | 52 епізоди   | мультсеріал                |
| 2010      | Клуб Вінкс: Чарівна пригода                  | Winx Club 3D: Magica avventura          | Так          | Так          | Так          | мультфільм                 |
| 2009      | Мая Фокс                                     | Maya Fox                                | Так          | Так          |              | відеофільм                 |
| 2007      | Клуб Вінкс: Таємниця загубленого королівства | Winx Club: Il segreto del Regno Perduto | Так          | Так          | Так          | мультфільм                 |
| 2005-2009 | Алергія на монстрів                          | Monster Allergy                         |              |              | 1 епізод     | мультсеріал                |
| 2007      |                                              | Winx Club — Join The Club               | Так          |              |              | комп'ютерна гра            |
| 2006      |                                              | Winx Club on Tour                       | Так          | Так          |              | відеофільм                 |
| 2006      |                                              | Winx Club                               | Так          |              |              | комп'ютерна гра            |
| 2002      | Петрушка                                     | Prezzemolo                              |              |              | Так          | мультсеріал                |
| 1999      | Томмі та Оскар                               | Tommy & Oscar                           | 6 епізодів   | 7 епізодів   | 7 епізодів   | мультсеріал                |